# Drimore Farm

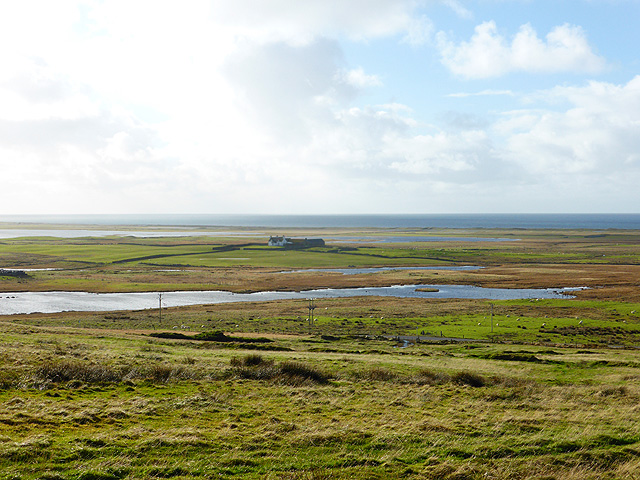
Die Drimore Farm aus Nordosten

Die Drimore Farm ist ein Bauernhof auf der schottischen Hebrideninsel South Uist. 1985 wurde das Bauwerk in die schottischen Denkmallisten in der Kategorie B aufgenommen.

## Beschreibung
Die im frühen 19. Jahrhundert errichtete Drimore Farm ist das einzige Bauwerk in der praktisch wüst gefallenen Ortschaft Driburgh im Nordwesten South Uists. Sie besteht aus einem Bauernhaus und einem separaten Wirtschaftskomplex. Das Bauernhaus ist unsymmetrisch aufgebaut. Der Eingangsbereich tritt als flacher Vorbau mit Walmdach aus der Harl-verputzten Fassade heraus. Der Ausbau des Mansardgeschosses mit seinen Lukarnen wurde vermutlich erst im späteren 19. Jahrhundert vorgenommen. In das Mauerwerk sind kleinteilige Sprossenfenster eingelassen. Die abschließenden Schieferdächer sind mit first- beziehungsweise giebelständigen Kaminen ausgeführt. Rückwärtig schließt sich ein umfriedeter Garten an.
Der westlich gegenüberliegende Wirtschaftskomplex besteht aus drei länglichen Gebäuden, die einen Innenhof U-förmig umschließen. Ihr Mauerwerk ist aus zu ungleichförmigen Quadern behauenem Feldstein aufgemauert. Der zentrale Baukörper ist etwas flacher als die flankierenden Schenkel ausgeführt. Hofseitig sind zahlreiche Gebäudeöffnungen eingelassen. Die Satteldächer sind schiefergedeckt.